# 4615 Zinner
A 4615 Zinner (ideiglenes jelöléssel A923 RH) a Naprendszer kisbolygóövében található aszteroida. Karl Wilhelm Reinmuth fedezte fel 1923. szeptember 13-án.